# Velikije Luki

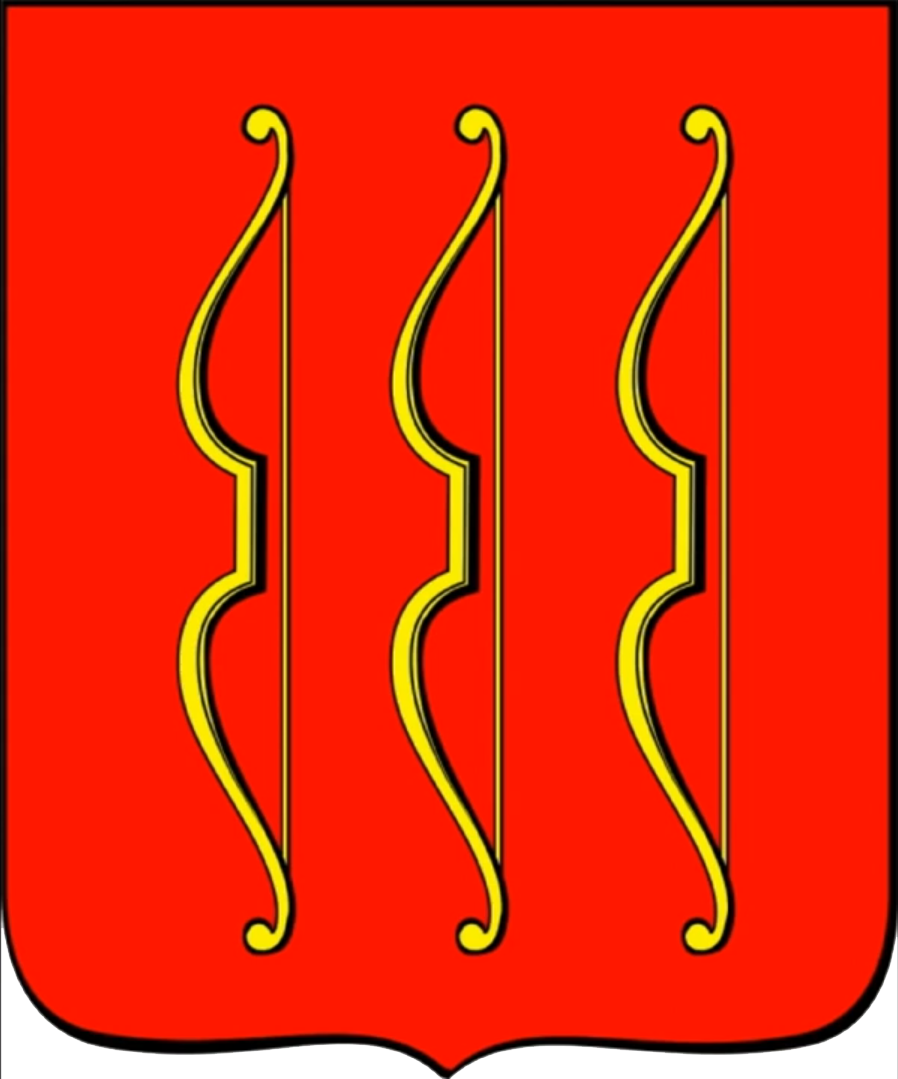
Stadens vapen.

Velikije Luki (ryska Вели́кие Лу́ки) är den näst största staden i Pskov oblast, Ryssland. Den är belägen vid floden Lovat, 50 km från gränsen mot Belarus, 100 km norr om Vitsebsk, 160 km sydväst om Pskov och 350 km väster om Moskva. Staden har flygplats (IATA-kod VLU). Motorväg M9 (Europaväg E22) mellan Moskva och Riga passerar strax söder om staden. Folkmängden uppgick till 95 606 invånare i början av 2015.
Floden Lovat kommer från sjön Savjesno i Belarus och rinner meandrande 497 km norrut genom Pskov oblast och Novgorod oblast innan den mynnar i sjön Ilmen vid Novgorod. Enligt Nordisk familjebok (1912) är floden segelbar från Velikije Luki. Stadens namn betyder den stora meandern.
Staden nämns första gången år 1166. En borg upprättades 1211, som sydlig utpost i republiken Novgorod. Ivan III införlivade staden med Moskvariket 1478. Under 1600-talet utgjorde staden basen för flera ryska anfall mot Storfurstendömet Litauen (som innefattade dagens Belarus), då bland annat Polotsk och Vitsebsk erövrades. Det var dock först 1772 som staden förlorade sin gränsposition, när Ryssland erövrade de östra delarna av Polen och Litauen.
I början av 1900-talet utvecklades staden till en viktig järnvägsknut på linjen mellan Moskva och Riga. Enligt Nordisk familjebok hade staden 8 500 invånare år 1921 och bedrev tillverkning av läder, tvål och ljus.
Under andra världskriget utkämpades häftiga strider vid Velikije Luki under 1941 och 1942. Under det tyska återtåget från Moskva i slutet av 1942 blev 7000 tyska soldater instängda i den omringade staden och blev nästan totalt förintade av Röda armén under slaget om Velijke Luki (Великолукская операция) i början av 1943 och staden lades i ruiner.
Staden har nämnts som trolig födelseort för den ryske marskalken Konstantin Rokossovskij. Tonsättaren Modest Musorgskijs hem, en bit utanför staden, är numera ett museum.